# Indywidualne Mistrzostwa Szwecji na Żużlu 2012
Indywidualne Mistrzostwa Szwecji na Żużlu 2012 – cykl turniejów żużlowych, mających wyłonić najlepszych żużlowców szwedzkich w sezonie 2012. Tytuł wywalczył Daniel Nermark.

## Finał
- Vetlanda, 6 czerwca 2012

| Msc. | Zawodnik              | Klub | Pkt |             | Uwagi                          |
| ---- | --------------------- | ---- | --- | ----------- | ------------------------------ |
| 1    | Daniel Nermark        |      | 12  | (2,3,3,2,2) | I m. w finale                  |
| 2    | Andreas Jonsson       |      | 14  | (3,2,3,3,3) | II m. w finale                 |
| 3    | Tomas H. Jonasson     |      | 9   | (3,2,2,0,2) | I m. w barażu, III m. w finale |
| 4    | Magnus Zetterström    |      | 13  | (3,3,3,1,3) | IV m. w finale                 |
| 5    | Peter Karlsson        |      | 9   | (0,2,1,3,3) | II m. w barażu                 |
| 6    | Mikael Max            |      | 11  | (2,2,3,3,1) | III m. w barażu                |
| 7    | Peter Ljung           |      | 12  | (2,3,2,3,2) | IV m. w barażu                 |
| 8    | Ricky Kling           |      | 8   | (1,3,2,2,0) |                                |
| 9    | Fredrik Lindgren      |      | 7   | (2,1,0,2,2) |                                |
| 10   | Jonas Davidsson       |      | 6   | (3,0,2,0,1) |                                |
| 11   | Dennis Andersson      |      | 6   | (0,1,1,1,3) |                                |
| 12   | Sebastian Aldén       |      | 4   | (1,0,1,1,1) |                                |
| 13   | Daniel Davidsson      |      | 3   | (0,0,1,2,0) |                                |
| 14   | Robin Aspegren        |      | 3   | (1,1,0,1,0) |                                |
| 15   | Linus Sundström       |      | 3   | (1,1,0,0,1) |                                |
| 16   | Eric Andersson        |      | 0   | (0,0,0,0,d) |                                |
|      | rez. Kim Nilsson      |      | ns  |             |                                |
|      | rez. Henric Lindqvist |      | ns  |             |                                |

## Bieg po biegu
1. J.Davidsson, Lindgren, Sundström, E.Andersson
2. Jonsson, Max, Aspegren, Karlsson
3. Jonasson, Ljung, Alden, D.Davidsson
4. Zetterström, Nermark, Kling, D.Andersson
5. Ljung, Jonsson, D.Andersson, J.Davidsson
6. Nermark, Jonasson, Aspegren, E.Andersson
7. Kling, Max, Lindgren, D.Davidsson
8. Zetterström, Karlsson, Sundström, Alden
9. Zetterström, J.Davidsson, D.Davidsson, Aspegren
10. Jonsson, Kling, Alden, E.Andersson
11. Nermark, Ljung, Karlsson, Lindgren
12. Max, Jonasson, D.Andersson, Sundström
13. Max, Nermark, Alden, J.Davidsson
14. Karlsson, D.Davidsson, D.Andersson, E.Andersson
15. Jonsson, Lindgren, Zetterström, Jonasson
16. Ljung, Kling, Aspegren, Sundström
17. Karlsson, Jonasson, J.Davidsson, Kling
18. Zetterström, Ljung, Max, E.Andersson (d4)
19. D.Andersson, Lindgren, Alden, Aspegren
20. Jonsson, Nermark, Sundström, D.Davidsson
21. Wyścig o 3. miejsce po rundzie zasadniczej: Nermark, Ljung
22. Baraż (miejsca 4-7, najlepszy do finału): Jonasson, Karlsson, Max, Ljung
23. Finał (miejsca 1-3 i najlepszy z barażu): Nermark, Jonsson, Jonasson, Zetterström